# 稲川誠一 (実業家)
稲川 誠一（いながわ せいいち、1925年（大正14年）10月1日 - 2016年（平成28年）6月28日）は、日本の自動車技術者。第3代スズキ株式会社取締役会長を務めた。藍綬褒章受章。科学技術庁長官賞受賞。

## 人物・経歴
1945年浜松工業専門学校（のちの静岡大学工学部）精密機械科卒業、鈴木式織機（のちのスズキ）入社。自動車技術者として、スズキ・スズライト、スズキ・キャリイ、スズキ・フロンテ360、1979年5月にモノグレード47万円の全国希望小売価格で発売し大ヒットした初代アルト(SS30型)などを開発。1964年技術部長。1970年技術サービス部長。1973年取締役技術管理部長に昇格。1979年常務取締役。1981年専務取締役。1986年科学技術庁長官賞受賞。1987年から取締役会長を務め、同年藍綬褒章受章。1993年に常任相談役に退いた。この間、日本自動車工業会理事等も歴任した。2016年死去。享年90。浜松市中区（現・中央区）のイズモホール浜松貴賓館で告別式が執り行われた。